# Ото Виктор I фон Шьонбург
Ото Виктор I фон Шьонбург (на немски: Otto Viktor I Fürst von Schönburg; Victor Otto Fürst von Schönburg-Waldenburg; * 1 март 1785, Валденбург, Саксония; † 16 февруари 1859, Лайпциг) е от 1800 г. 2. княз на Шьонбург, граф и господар на Шьонбург, Глаухау, Валденбург, през 1818 г. инколат на Бохемия, член на народното събрание на Кралство Саксония, основава клона Шьонбург-Валденбург.

## Биография
Той е син на граф Ото Карл Фридрих фон Шьонбург-Валденбург (1758 – 1800), станал 1. княз на Шьонбург на 9 октомври 1790 г., и съпругата му графиня Хенриета Елеонора Ройс-Кьостриц (1755 – 1829), дъщеря на граф Хайнрих XXIII фон Ройс-Кьостриц (1722 – 1787), младата линия, и първата му съпруга графиня Ернестина фон Шьонбург-Векселбург (1736 – 1768), дъщеря на граф Франц Хайнрих фон Шьонбург-Валденбург (1682 – 1746) и Йохана София Елизабет фон Шьонбург-Хартенщайн (1699 – 1739), дъщеря на граф Георг Алберт фон Шьонбург-Хартенщайн (1673 – 1716). По-малките му братя са Фридрих Алфред фон Шьонбург-Хартенщайн (1786 – 1840), издигнат на княз на Шьонбург-Хартенщайн, неженен, Хайнрих Едуард фон Шьонбург-Хартенщайн (1787 – 1872), княз на Шьонбург-Хартенщайн, инколат на Бохемия (2 април 1811), и Ото Херман фон Шьонбург (* 18 март 1791; † 27 март 1846), княз на Шьонбург, неженен.
При смъртта на баща му на 29 януари 1800 г. Ото Виктор е непълнолетен и затова управлението е чрез опекун. През 1806 г. Ото Виктор поема управлението, преди това за малко време служи доброволно в австрийската войска и участва през 1805 г. в похода против Франция.
На 13 ноември 1813 г. той влиза като полковник при хузарите в Кралство Саксония и се бие в полка на херцога на Ваймар през 1813/14 г. в Нидерландия. От 12 април 1815 г. той служи в пруската войска. Бие се в похода през 1815 г. и получава Железния кръст II. класа след раняването му в крака в битката при Ватерло. За проявите си Ото Виктор е повишен на генерал-майор на 30 март 1817 г. от крал Фридрих Вилхелм III и на 7 април 1817 г. по свое желание напуска военната си служба.
След това Ото Виктор се занимава преди всичко с вътрешната политика на Кралство Саксония. Той участва в създаването на Конституцията на Саксония от 1831 г. и също е член на Първата камера на народното събрание. Въпреки политиката му на 5 април 1848 г. подпалват дворец Валденбург.
Ото Виктор I фон Шьонбург умира на 16 февруари 1859 г. на 73 години в Лайпциг. Клоновете Шьонбург-Валденбург, Шьонбург-Хартенщайн съществуват до днес като Шьонбург-Глаухау.

## Фамилия
Ото Виктор I фон Шьонбург се жени на 11 април 1817 г. във Валденбург/Рудолщат за принцеса Текла фон Шварцбург-Рудолщат (* 23 февруари 1795, Рудолщат; † 4 януари 1861, Гауерниц), дъщеря на княз Лудвиг Фридрих фон Шварцбург-Рудолщат (1767 – 1807) и ландграфиня Каролина фон Хесен-Хомбург (1771 – 1854). Те имат девет деца:
- Мария (* 13 март 1818; † 22 април 1829)
- Ото Фридрих (* 22 октомври 1819, Валденбург; † 13 декември 1893, Валденбург), 3. княз на Шьонбург, граф и господар на Шьонбург-Валденбург, женен във Варшава на 22 април 1855 г. за Памела Лабунска (* 31 август 1837; † 18 юли 1901), дъщеря на Аполинарис Лабунски и Юлиана Попов
- Ида (* 25 април 1821, Дрезден; † 12 януари 1895, Дрезден), омъжена в Крипитц на 9 август 1877 г. (развод 1885) за граф Виктор фон Вартенслебен (* 12 ноември 1836; † 25 юни 1900)
- Хуго (* 29 август 1822, Валденбург; † 9 юни 1897, Висбаден), пруски генерал на инфантерията, командатор на Йоанския орден, женен на 29 април 1862 г. в Грайц за Хермина Ройс-Грайц (* 25 декември 1840; † 4 януари 1890), дъщеря на княз Хайнрих XX Ройс-Грайц (1794 – 1859) и ландграфиня Каролина фон Хесен-Хомбург (1819 – 1872)
- Емма (* 24 юли 1824; † 12 юли 1839)
- Матилда (* 18 ноември 1826, Валденбург; † 22 март 1914, Рудолщат), омъжена на 27 септември 1847 г. във Валденбург за принц Адолф фон Шварцбург-Рудолщат (* 27 септември 1801; † 1 юли 1875), фелдмаршал-лейтенант

- Георг (* 1 август 1828, Валденбург; † 29 октомври 1900, Хермсдорф), саксонски генерал на кавалерията и генерал-адютант на краля на Саксония, женен на 7 октомври 1862 г. в Реда за принцеса Луиза фон Бентхайм-Текленбург (* 7 февруари 1844; † 1 февруари 1922)
- Отилия (* 3 май 1830; † 4 ноември 1880), омъжена на 29 ноември 1856 г. в Лихтенщайн за граф Рихард Клеменс фон Шьонбург-Хинтерглаухау (* 19 ноември 1829; † 19 октомври 1900)
- Карл Ернст (* 8 юни 1836, Валденбург; † 8 юни 1915, Гауерниц при Майсен), господар на Гауерниц и Шварценбах, правен рицар на Йоанския орден, женен на 25 ноември 1863 г. в Петерсвалдау за графиня Хелена фон Щолберг-Вернигероде (* 11 април 1840; † 2 декември 1908), дъщеря на граф Фридрих фон Щолберг-Вернигероде (1804 – 1865)